# Petermännchen (Schwerin)

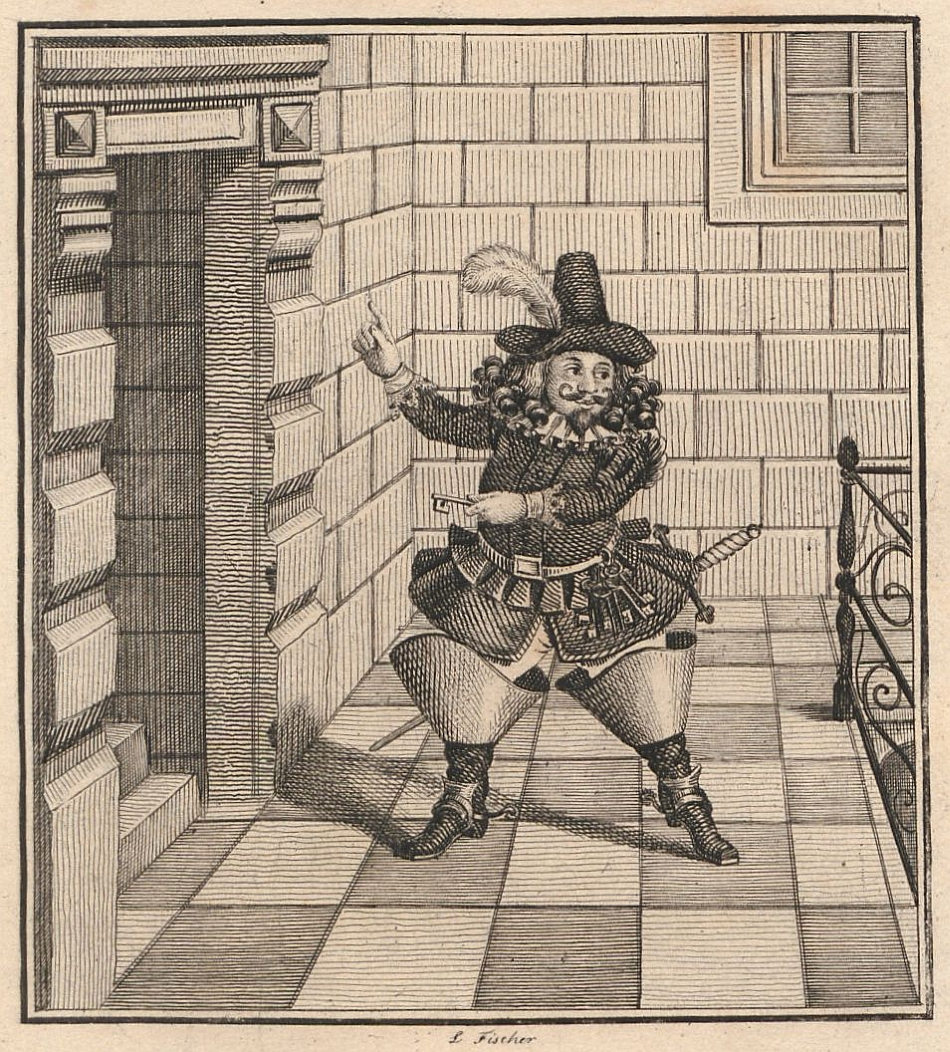
Petermännchen
Kupferstich von Louis Fischer

Das Petermännchen ist der Geist des Schweriner Schlosses, der nach mehreren Sagen eine seiner Wirkungsstätten in den Kellergewölben des Schweriner Wahrzeichens hatte.
Die Gewölbe des Schlosses waren laut einer Überlieferung durch Gänge mit dem Petersberg in Pinnow verbunden, wo der gutmütige Kobold mit finsterem Gesichtsausdruck als Schmied arbeitete. In anderen Versionen überwindet die Figur den Weg von Pinnow bis zum Schloss auf dem See- oder gar dem Luftweg. Auch der Schlafplatz wird je nach Version an verschiedenen Stellen vermutet.
Die zwergenförmige Figur, die mit Laterne, Schwert und Schlüsselbund ausgerüstet war, soll Diebe und Eindringlinge mit Plagen, Späßen und nächtlichem Poltern bestraft und in die Flucht getrieben haben, während sie ehrliche Menschen belohnte. Außerdem weckte der Kobold eingeschlafene Soldaten, die zur Nachtwache eingeteilt waren. Das Petermännchen soll unter anderem Wallenstein, den Kaiser Ferdinand II. während des Dreißigjährigen Krieges 1628 mit dem Herzogtum Mecklenburg belehnte, während seiner ersten Nacht im Schloss Schwerin so arg gepiesackt haben, dass der große General am nächsten Morgen vollkommen übernächtigt wieder abreiste und Schwerin nie wieder betrat. Stattdessen war während der Herrschaft Wallensteins Güstrow Residenzstadt.
Richard Wossidlo deutete einige Petermännchen-Sagen so, dass das Petermännchen der in einen Kobold verwandelte Gott Radegast ist, zurückgeblieben, um den heiligen Schatz der Obotriten und die Angehörigen des Volkes zu schützen.
Eine von Heinrich Petters um 1856 geschaffene Petermännchen-Statue befindet sich in der Hoffassade des Schlosses. Die kleinste Glocke des Doms von 1363 ist, obwohl sie von einer Kirche außerhalb Schwerins stammt, somit gar keine Schweriner Vergangenheit hat und erst nach dem Zweiten Weltkrieg in den Domturm gehängt wurde, nach dem Geist benannt. Das ab 1976 zwischen Schwerin Hbf und Berlin-Lichtenberg pendelnde Städteexpress-Zugpaar 131/136 der Deutschen Reichsbahn trug den Namen Petermännchen. Bei heutigen Veranstaltungen treten als Petermännchen verkleidete Personen als eine Art Maskottchen auf und sind so Teil der Schweriner Tourismuswerbung.
Ein Petermännchen-Museum auf dem Schweriner Markt präsentierte von 2006 bis 2011 die Geschichte zur Sagenfigur.
Pinnow (bei Schwerin) trägt das Petermännchen seit 2001 in seinem Gemeindewappen. Die Blasonierung beschreibt es wie folgt: „In Gold auf grünem Hügel stehend das rot behaarte und bebartete blau gekleidete Petermännchen mit blauem Hut nebst silberner Feder, mit silberner Halskrause, silbernem Besatz und silbernen Ärmelstulpen, rotem Gürtel, silbern gespornten roten Stulpenstiefeln, in beiden Händen (je) eine silberne Stelze haltend.“
Namensgebend ist die Figur seit dem hundertjährigen Jubiläum des Fährbetriebes (19. Juli 1979) auch für die Personenfähre auf dem Schweriner Pfaffenteich. Auch die Wegebahn, mit der Stadtrundfahrten durchgeführt werden, sowie eine in Schwerin gebraute Biermarke wurden nach der Sagengestalt benannt.

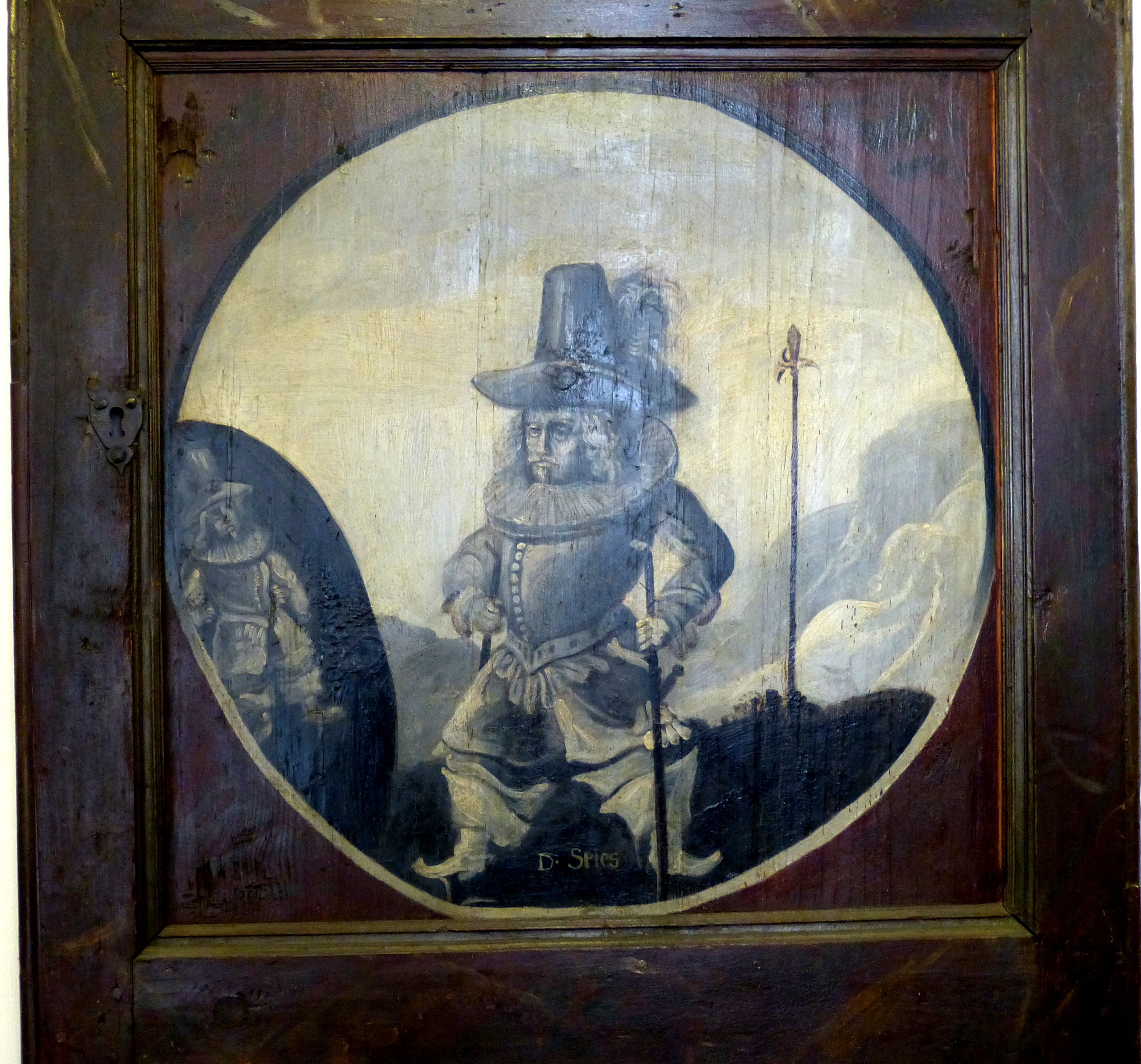
Porträt des Schlossgespenstes auf einer Schranktür im Schweriner Schloss (17. Jh.)
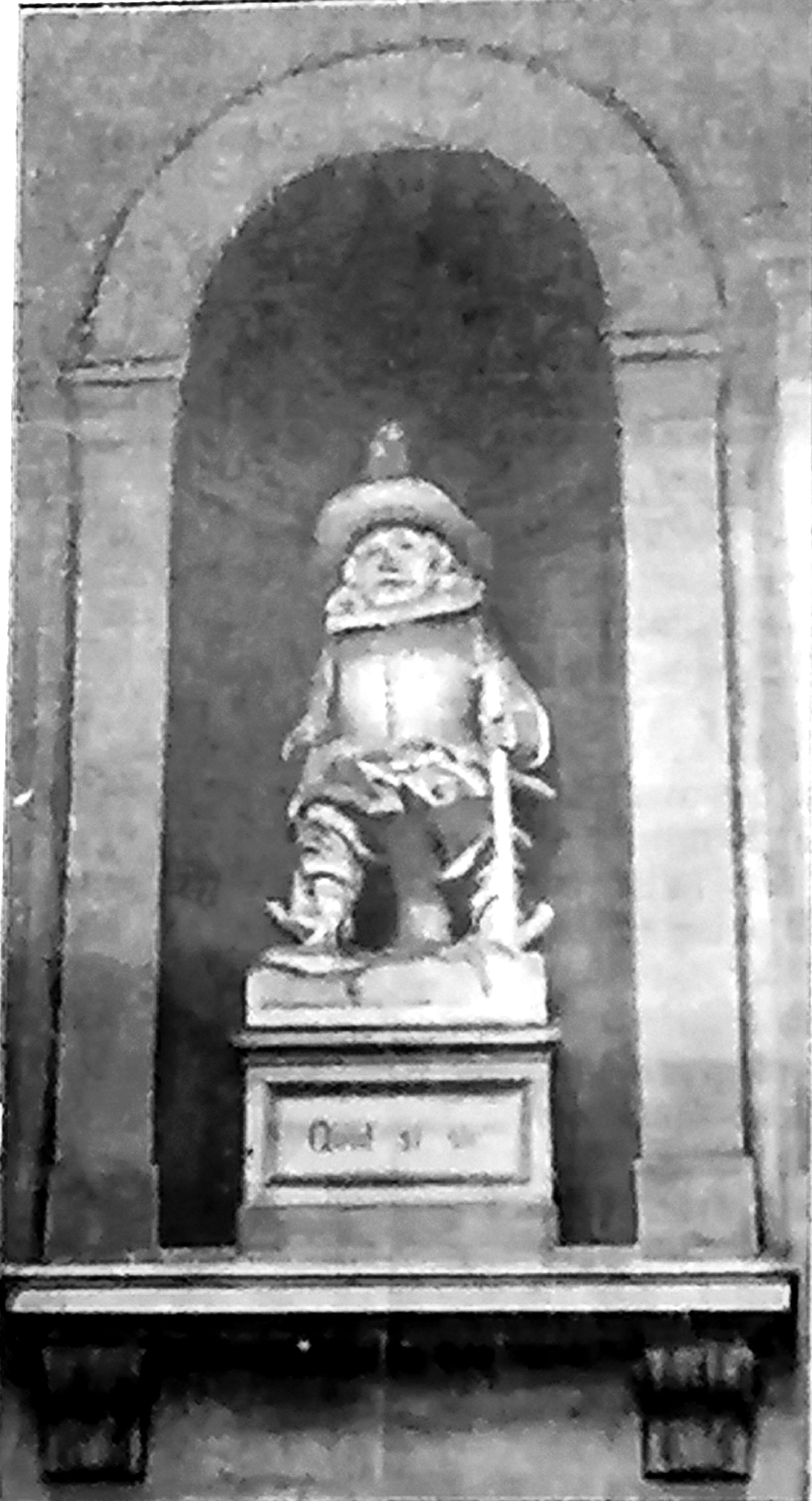
Petermänn-chenfigur von Heinrich Petters in der Hoffassade des Schlosses (1907)
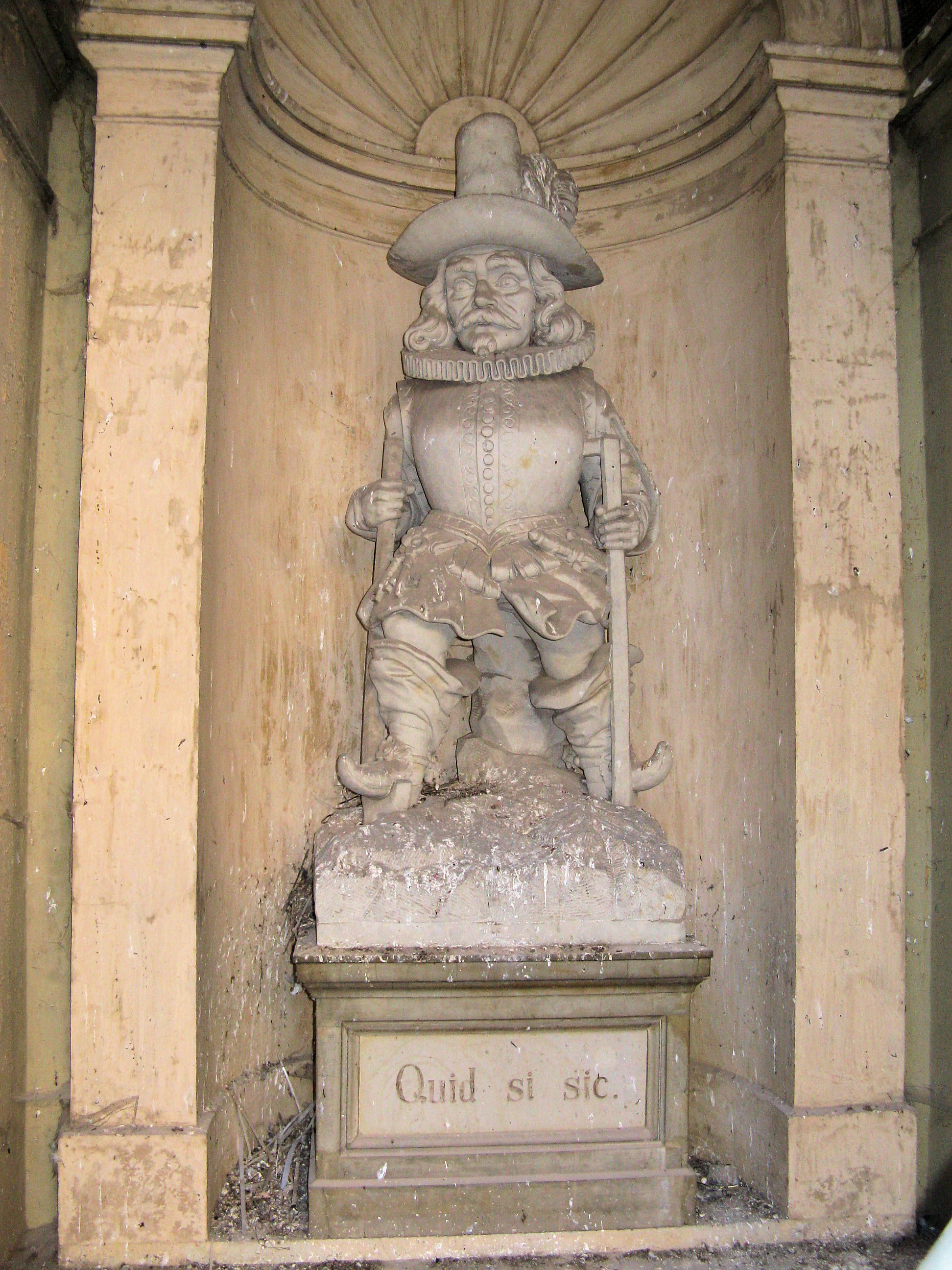
Petermänn-chenfigur in der Hoffassade des Schlosses (2009)
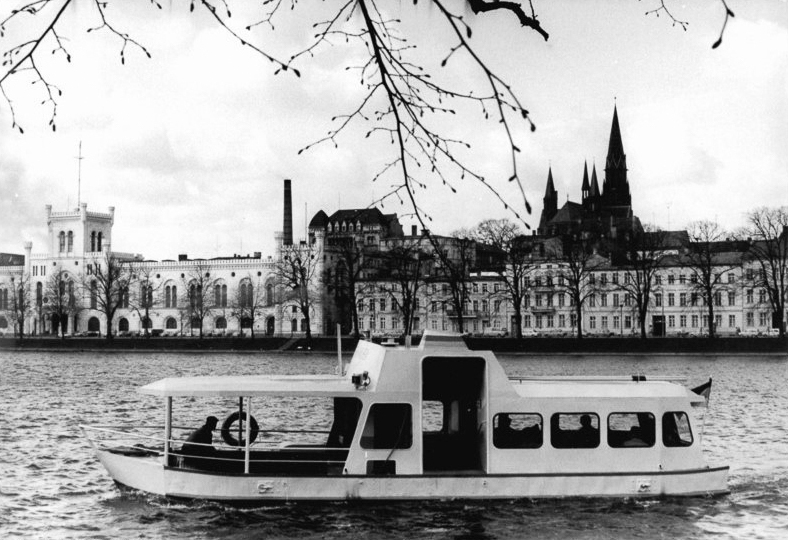
Petermännchenfähre auf dem Pfaffenteich (1985)
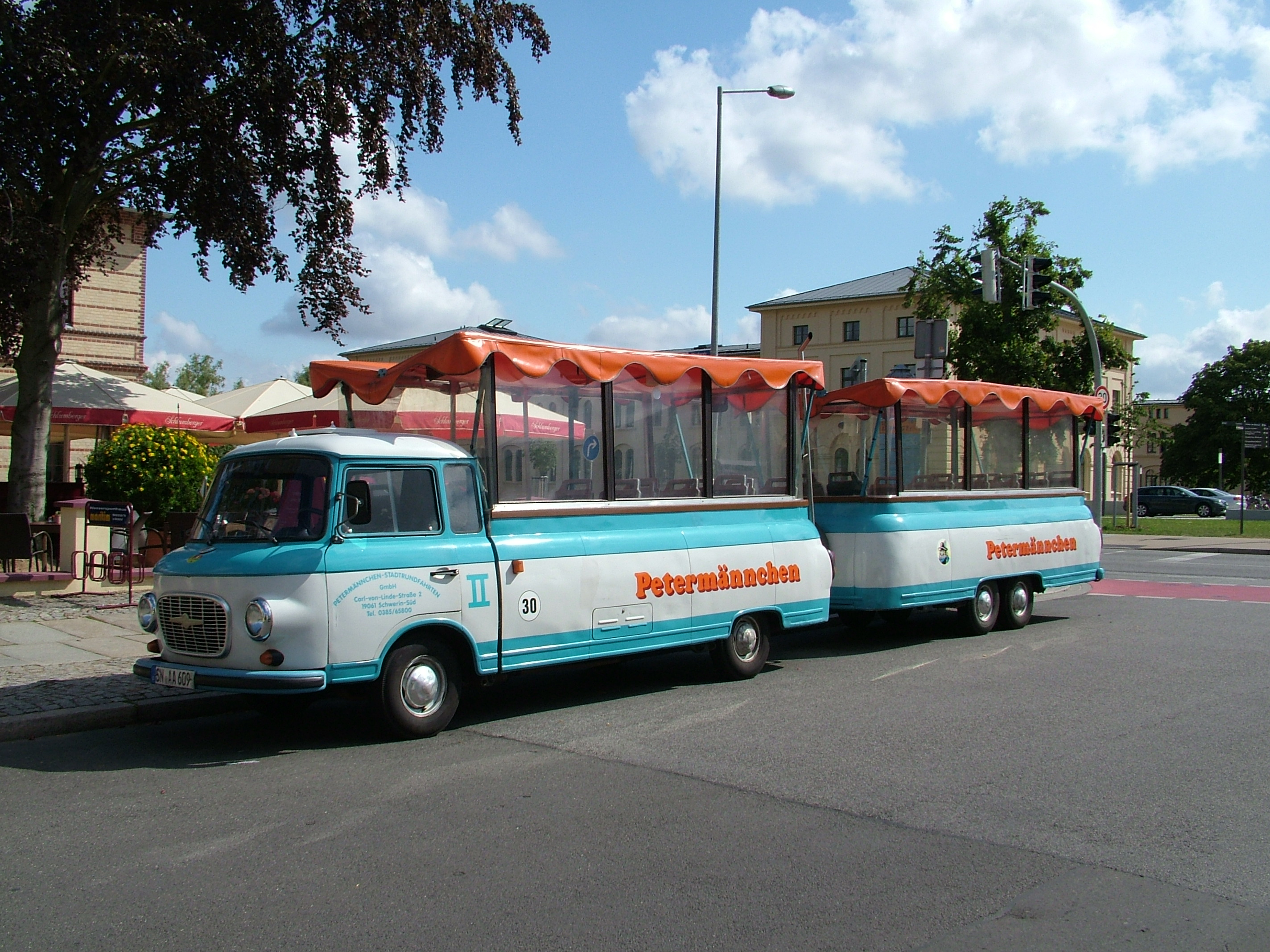
Petermännchen-Stadtrundfahrtsbus in Schwerin (2009)
Pinnower Wappen mit dem Petermännchen (seit 2001)
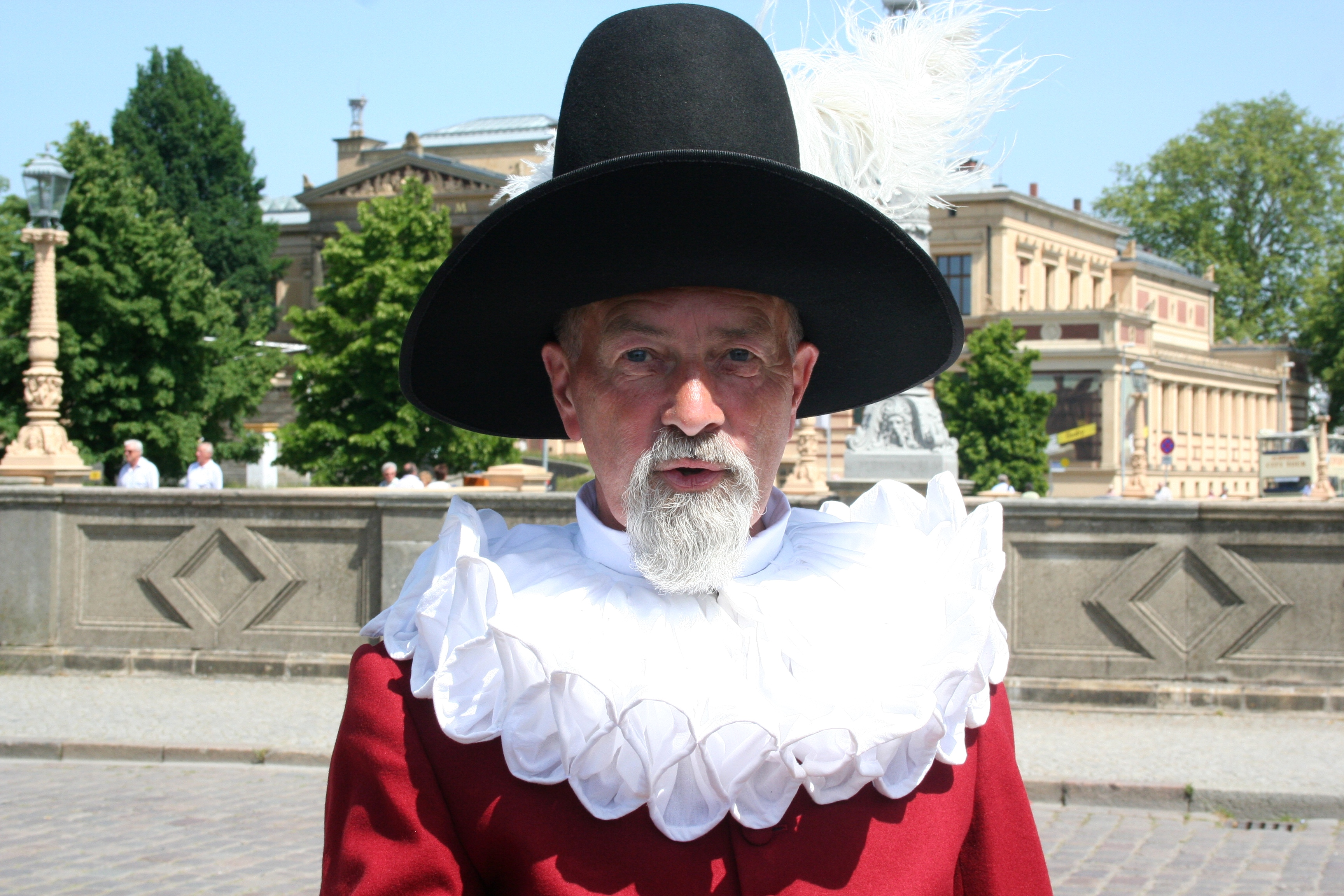
Petermännchen-Darsteller für Touristen (2008)